# クイーン賞
クイーン賞（クイーンしょう）は、千葉県競馬組合が、船橋競馬場ダート1800メートル（m）で施行する地方競馬（南関東公営競馬）の重賞競走（ダートグレード競走）である。格付けはJpnIII。デイリースポーツを発行する神戸新聞社が優勝杯を提供しているため、正式名称は「デイリー盃 クイーン賞」と表記される。
副賞は、デイリースポーツ社賞、日本中央競馬会理事長賞、日本馬主協会連合会長奨励賞、日本地方競馬馬主振興協会会長賞、地方競馬全国協会理事長賞、開催執務委員長賞、またNAR生産牧場賞及び船橋競馬生産牧場賞がある（2025年）。

## 概要
1955年に創設されて以来、開催競馬場、距離ともに現在も変わっていない。1995年の南関東グレード制施行に伴い、同年より南関東G3に格付けされた。1997年よりダートグレード競走に認定され、統一GIIIに格付けされた。また南関東グレードはG2に格上げされた。
2004年からは施行時期を12月に変更。2006年にはダートグレード競走では初めてのハンデキャップ競走に変更された。
2012年までは地方所属馬に限りレディスプレリュードの上位2着以上に本競走の優先出走権が付与されていた。
12月に移行後の2004年から2023年までは古馬牝馬ダート重賞路線における1年の締めくくりのレースとなっており、JBCレディスクラシックに出走した馬が出走することもあった。また、大井競馬場のTCK女王盃（2023年廃止）および川崎競馬場のエンプレス杯といった翌年の重賞路線を占う競走にもなっていた。
2024年のダートグレード競走の整備に伴い施行時期を2月に、出走条件も4歳以上牝馬にそれぞれ変更。また、その他の競走の開催場・施行時期の変更もあり年最初に行われる牝馬ダートグレード競走となっている。
従来船橋競馬場の返し馬の時に流れるBGMはハートビートナイターが使用されているが、クイーン賞デーの馬場入場の際に流れる曲はクイーンの楽曲が本馬場入場曲として使われている（最終競走を除く）。

### 条件・賞金等（2025年）
出走資格
サラブレッド系4歳以上牝馬。
中央所属馬はJRAのハンデキャップ競走の出走資格に準ずる。ハンデ期間は前年2月11日から本年1月26日。
地方所属馬は以下のいずれかの条件を満たす必要がある。
1. 下表に示す対象競走で2回以上入着し、かつ前年2月11日から本年1月26日の間に1走以上
2. 下表に示す対象競走に前年2月11日から本年1月26日の間に出走し入着。

| 対象競走                                                        |
| --------------------------------------------------------------- |
| 中央競馬の平地競走                                              |
| 地方競馬指定交流競走                                            |
| 国際せり名簿基準委員会が定めるパートIのグレード及びグループ競走 |
| 出走資格に上限がない地方競馬重賞競走                            |
| 南関東地区のB級以上の競走。                                     |

- 南関東所属馬で前年のロジータ記念の2着以上の馬、前年の東京シンデレラマイルの2着以上の馬、前年のクイーンズオーディションの2着以上の馬に優先出走権がある。

負担重量
ハンデキャップ。
賞金等
賞金額は1着3000万円、2着1050万円、3着600万円、4着300万円、5着150万円。
船橋所属馬が着外であった場合、着外最先着には90万円、同次着には60万円、同次々着には30万円の特別着外手当が支給される。
優先出走権付与
優勝した地方競馬所属馬にエンプレス杯の優先出走権が付与される。

### 過去の賞金額
中央競馬・地方競馬全国指定交流競走に指定された1997年以降
| 回数             | 総額賞金 （万円） | 1着賞金 （万円） | 2着賞金 （万円） | 3着賞金 （万円） | 4着賞金 （万円） | 5着賞金 （万円） |
| ---------------- | ----------------- | ---------------- | ---------------- | ---------------- | ---------------- | ---------------- |
| 第43回（1997年） | 5,100             | 3,000            | 1,050            | 600              | 300              | 150              |
| 第44回（1998年） | 5,100             | 3,000            | 1,050            | 600              | 300              | 150              |
| 第45回（1999年） | 5,100             | 3,000            | 1,050            | 600              | 300              | 150              |
| 第46回（2000年） | 5,100             | 3,000            | 1,050            | 600              | 300              | 150              |
| 第47回（2001年） | 5,100             | 3,000            | 1,050            | 600              | 300              | 150              |
| 第48回（2002年） | 5,100             | 3,000            | 1,050            | 600              | 300              | 150              |
| 第49回（2003年） | 5,100             | 3,000            | 1,050            | 600              | 300              | 150              |
| 第50回（2004年） | 5,100             | 3,000            | 1,050            | 600              | 300              | 150              |
| 第51回（2005年） | 5,100             | 3,000            | 1,050            | 600              | 300              | 150              |
| 第52回（2006年） | 5,100             | 3,000            | 1,050            | 600              | 300              | 150              |
| 第53回（2007年） | 5,100             | 3,000            | 1,050            | 600              | 300              | 150              |
| 第54回（2008年） | 5,100             | 3,000            | 1,050            | 600              | 300              | 150              |
| 第55回（2009年） | 4,250             | 2,500            | 875              | 500              | 250              | 125              |
| 第56回（2010年） | 4,250             | 2,500            | 875              | 500              | 250              | 125              |
| 第57回（2011年） | 4,250             | 2,500            | 875              | 500              | 250              | 125              |
| 第58回（2012年） | 3,570             | 2,100            | 735              | 420              | 210              | 105              |
| 第59回（2013年） | 3,570             | 2,100            | 735              | 420              | 210              | 105              |
| 第60回（2014年） | 3,570             | 2,100            | 735              | 420              | 210              | 105              |
| 第61回（2015年） | 3,570             | 2,100            | 735              | 420              | 210              | 105              |
| 第62回（2016年） | 3,570             | 2,100            | 735              | 420              | 210              | 105              |
| 第63回（2017年） | 3,570             | 2,100            | 735              | 420              | 210              | 105              |
| 第64回（2018年） | 3,570             | 2,100            | 735              | 420              | 210              | 105              |
| 第65回（2019年） | 3,570             | 2,100            | 735              | 420              | 210              | 105              |
| 第66回（2020年） | 3,570             | 2,100            | 735              | 420              | 210              | 105              |
| 第67回（2021年） | 3,570             | 2,100            | 735              | 420              | 210              | 105              |
| 第68回（2022年） | 4,250             | 2,500            | 875              | 500              | 250              | 125              |
| 第69回（2023年） | 5,100             | 3,000            | 1,050            | 600              | 300              | 150              |
| 第70回（2024年） | 5,100             | 3,000            | 1,050            | 600              | 300              | 150              |

## 歴史
- 1995年 - 南関東グレード制施行に伴い、南関東G3に格付け。
- 1996年 - 施行時期を10月に移行。
- 1997年
  - 中央競馬・全国地方競馬指定交流のダートグレード競走に指定。統一GIIIに格付けされる。
  - 南関東グレードをG2に格上げ。
- 2004年
  - 施行時期を12月に移設。
  - 負担重量を賞金別定からグレード別定に変更。
- 2006年 - 負担重量をグレード別定からハンデキャップに変更。
- 2007年 - 国際セリ名簿基準委員会 (ICSC)の勧告に伴い、重賞格付け表記をJpnIIIに変更。なお、南関東グレードは併記しないことになった。
- 2011年 - 優勝馬の馬主に織光商事賞としてアジュディミツオーの翌年の種付け権が与えられる[3]。
- 2021年 - 船橋競馬場の大規模改修工事のため、「無観客競馬」として開催。
- 2024年
  - 「全日本的なダート競走の体系整備」に伴い、施行時期を2月に、出走条件も「3歳以上牝馬」から「4歳以上牝馬」にそれぞれ変更[4]。これにより、2023年度の本競走は2回施行される。
  - GRANDAME-JAPANシリーズの対象競走に指定される。
  - 本来ならクイーンの曲で本馬場入場曲を使用するはずだったが、9レースまでしか使用されず、この年は船橋競馬のテーマソング「ハートビートナイター」が使用された。

### 歴代優勝馬
| 回数   | 施行日         | 優勝馬             | 性齢 | 所属 | タイム          | 優勝騎手   | 管理調教師 | 馬主                       |
| ------ | -------------- | ------------------ | ---- | ---- | --------------- | ---------- | ---------- | -------------------------- |
| 第1回  | 1955年11月12日 | チヤネルアイル     | 牝6  | 大井 | 1:52.2          | 永井繁     | 永井繁     | 永井源太郎                 |
| 第2回  | 1956年11月06日 | アランデール       | 牝4  | 大井 | 1:54.3          | 倉持十九二 | 小暮嘉久   | 志賀泰吉                   |
| 第3回  | 1957年12月01日 | ラツキーマミー     | 牝4  | 大井 | 1:53.4          | 須田茂     | 田中利衛   | 臼坂巌                     |
| 第4回  | 1958年11月06日 | ヒガシテラオー     | 牝5  | 川崎 | 1:54.0          | 佐々木吉郷 | 青野四郎   | 坂本清五郎                 |
| 第5回  | 1959年10月07日 | コンリユウ         | 牝4  | 船橋 | 1:55.3 （同着） | 須田茂     | 木村万吉   | 津村亀吉                   |
| 第5回  | 1959年10月07日 | フアストクイン     | 牝5  | 大井 | 1:55.3 （同着） | 鈴木冨士雄 | 栗田金吾   | 井門昭二                   |
| 第6回  | 1960年11月24日 | サンセイカツプ     | 牝3  | 大井 | 1:54.3          | 武智一夫   | 三坂博     | 三坂成行                   |
| 第7回  | 1961年12月06日 | ステツプホース     | 牝4  | 大井 | 1:53.0          | 松浦備     | 小暮嘉久   | 角田二郎                   |
| 第8回  | 1962年12月05日 | ヒガシミノル       | 牝3  | 川崎 | 1:54.9          | 佐々木竹見 | 下山喜万多 | 坂本清五郎                 |
| 第9回  | 1963年12月25日 | コガネクイン       | 牝3  | 大井 | 1:53.3          | 荒山徳一   | 天間三之助 | 醍醐幸右衛門               |
| 第10回 | 1964年12月23日 | ヒンドソネラ       | 牝4  | 川崎 | 1:54.1          | 須田茂     | 河津晴一   | 安西光枝                   |
| 第11回 | 1965年11月17日 | スターコキトール   | 牝3  | 大井 | 1:51.8          | 松浦備     | 小暮善清   | 志賀泰吉                   |
| 第12回 | 1966年09月07日 | マツエ             | 牝4  | 船橋 | 1:53.0          | 溝辺正     | 宮下佐平   | 武市伝一                   |
| 第13回 | 1967年12月01日 | ヒンドタイム       | 牝3  | 船橋 | 1:52.6          | 宮下紀英   | 宮下仁     | 諏訪忠兵衛                 |
| 第14回 | 1968年11月27日 | ローレライ         | 牝4  | 船橋 | 1:53.8          | 木村和男   | 木村万吉   | 木村てる                   |
| 第15回 | 1969年11月26日 | フアストグレース   | 牝3  | 船橋 | 1:52.7          | 溝辺正     | 宮下佐平   | 山家右京                   |
| 第16回 | 1970年12月01日 | セザンヌ           | 牝5  | 船橋 | 1:53.0          | 宮下紀英   | 矢熊寿     | 川俣トシヱ                 |
| 第17回 | 1971年12月01日 | セザンヌ           | 牝6  | 船橋 | 1:52.0          | 角田次男   | 矢熊寿     | 川俣トシヱ                 |
| 第18回 | 1972年12月05日 | ゴールデンスネツプ | 牝3  | 川崎 | 1:53.2          | 長谷川茂   | 井上宥藏   | 吉田善哉                   |
| 第19回 | 1973年12月26日 | アルエツト         | 牝3  | 船橋 | 1:52.7          | 角田次男   | 波多野高次 | 永野清輝                   |
| 第20回 | 1974年12月25日 | グリンバール       | 牝3  | 川崎 | 1:53.2          | 松代真     | 岡林喜和   | 渡辺勝夫                   |
| 第21回 | 1975年12月25日 | キヨクトウクイン   | 牝4  | 船橋 | 1:50.5          | 田部和廣   | 吉田馨     | 菅原純之助                 |
| 第22回 | 1976年12月02日 | タキノフブキ       | 牝5  | 浦和 | 1:50.0          | 佐々木竹見 | 粟野文雄   | 長谷川正人                 |
| 第23回 | 1977年11月28日 | サカエジヨオー     | 牝4  | 浦和 | 1:52.4          | 内野健二   | 梅山昭男   | 酒井芳雄                   |
| 第24回 | 1978年11月30日 | サギヌマグツドリー | 牝4  | 船橋 | 1:53.0          | 成田清輔   | 竹田光雄   | 伊藤鉄五郎                 |
| 第25回 | 1979年11月29日 | リユウイソウー     | 牝4  | 川崎 | 1:52.8          | 岩本実     | 岩本亀五郎 | 高橋寅吉                   |
| 第26回 | 1980年11月24日 | テンパーソロン     | 牝4  | 船橋 | 1:51.9          | 川島正行   | 石川忠良   | 渡辺典六                   |
| 第27回 | 1981年11月18日 | ダービーナイト     | 牝3  | 浦和 | 1:51.8          | 本間光雄   | 稲葉道行   | 松尾博隆                   |
| 第28回 | 1982年11月29日 | デユールスワロー   | 牝4  | 浦和 | 1:51.9          | 佐々木竹見 | 黒田桂二   | 門別忍                     |
| 第29回 | 1983年11月30日 | ホーテツビユーテイ | 牝5  | 大井 | 1:55.1          | 本間茂     | 庄子連兵   | 北條政市                   |
| 第30回 | 1984年11月20日 | ガールライヒ       | 牝4  | 船橋 | 1:52.2          | 高橋三郎   | 竹田光雄   | 高橋光子                   |
| 第31回 | 1985年11月07日 | ガールライヒ       | 牝5  | 船橋 | 1:50.8          | 田部和廣   | 竹田光雄   | 高橋光子                   |
| 第32回 | 1986年11月03日 | ハナブサクイン     | 牝4  | 大井 | 1:51.7          | 佐々木忠昭 | 高柳恒男   | 飯島英夫                   |
| 第33回 | 1987年12月29日 | イーグルシヤトー   | 牝4  | 大井 | 1:53.7          | 堀千亜樹   | 大山二三夫 | 中村和夫                   |
| 第34回 | 1988年05月25日 | イーグルシヤトー   | 牝5  | 大井 | 1:53.2          | 堀千亜樹   | 大山二三夫 | 中村和夫                   |
| 第35回 | 1989年06月28日 | ホウニンメゴヒメ   | 牝4  | 船橋 | 1:52.4          | 石崎隆之   | 濱月睦生   | 中村正子                   |
| 第36回 | 1990年07月02日 | スーパーセブン     | 牝4  | 船橋 | 1:55.2          | 石崎隆之   | 須永和良   | 斎藤美智子                 |
| 第37回 | 1991年07月03日 | ヒカリカツオーヒ   | 牝4  | 浦和 | 1:53.4          | 石崎隆之   | 野口孝     | （株）ひかり               |
| 第38回 | 1992年07月09日 | ダイカツオパール   | 牝5  | 船橋 | 1:55.6          | 佐々木清明 | 佐々木總雄 | 志賀泰吉                   |
| 第39回 | 1993年07月07日 | ニツシヨウハクバ   | 牝6  | 船橋 | 1:52.4          | 秋田実     | 宮下雅身   | 伊藤昭                     |
| 第40回 | 1994年07月21日 | タイセンルビー     | 牝4  | 船橋 | 1:56.2          | 桑島孝春   | 熊坂明     | 渡邊俊彦                   |
| 第41回 | 1995年07月17日 | マフイン           | 牝5  | 川崎 | 1:54.3          | 佐々木竹見 | 梅山満     | 河田福司                   |
| 第42回 | 1996年10月23日 | アクアライデン     | 牝5  | 大井 | 1:54.0          | 的場文男   | 五百藏幸雄 | 坪野谷和平                 |
| 第43回 | 1997年10月22日 | マキバサイレント   | 牝5  | 船橋 | 1:52.8          | 石崎隆之   | 北川亮     | 新田知也                   |
| 第44回 | 1998年10月21日 | イシゲヒカリ       | 牝4  | 船橋 | 1:53.0          | 秋田実     | 玉井吉丸   | 若山文利                   |
| 第45回 | 1999年10月06日 | ファストフレンド   | 牝5  | JRA  | 1:52.8          | 蛯名正義   | 高市圭二   | 竹崎大晃                   |
| 第46回 | 2000年10月25日 | プリエミネンス     | 牝3  | JRA  | 1:51.1          | 柴田善臣   | 伊藤圭三   | （有）グランド牧場         |
| 第47回 | 2001年10月11日 | レディバラード     | 牝4  | JRA  | 1:49.9          | 石崎隆之   | 山内研二   | （株）ロードホースクラブ   |
| 第48回 | 2002年10月02日 | ビーポジティブ     | 牝3  | JRA  | 1:50.6          | 武豊       | 池江泰郎   | 金子真人                   |
| 第49回 | 2003年10月02日 | メイプルスプリング | 牝4  | 船橋 | 1:52.6          | 左海誠二   | 林正人     | 節英司                     |
| 第50回 | 2004年12月15日 | レマーズガール     | 牝4  | JRA  | 1:53.5          | 武豊       | 湯浅三郎   | 平井豊光                   |
| 第51回 | 2005年12月15日 | グラッブユアハート | 牝5  | JRA  | 1:54.7          | 安藤勝己   | 畠山吉宏   | 吉田和子                   |
| 第52回 | 2006年12月06日 | レマーズガール     | 牝6  | JRA  | 1:52.2          | 岩田康誠   | 湯浅三郎   | 平井豊光                   |
| 第53回 | 2007年12月05日 | ホワイトメロディー | 牝3  | JRA  | 1:51.6          | 後藤浩輝   | 加用正     | 大澤毅                     |
| 第54回 | 2008年12月10日 | ヤマトマリオン     | 牝5  | JRA  | 1:49.5          | 幸英明     | 安達昭夫   | 坂東まさ子                 |
| 第55回 | 2009年12月09日 | ユキチャン         | 牝4  | 川崎 | 1:54.5          | 今野忠成   | 山崎尋美   | 金子真人                   |
| 第56回 | 2010年12月08日 | ミラクルレジェンド | 牝3  | JRA  | 1:52.5          | 岩田康誠   | 藤原英昭   | 吉田照哉                   |
| 第57回 | 2011年12月07日 | クラーベセクレタ   | 牝3  | 船橋 | 1:53.2          | 戸崎圭太   | 川島正行   | （有）サンデーレーシング   |
| 第58回 | 2012年12月05日 | レッドクラウディア | 牝3  | JRA  | 1:53.3          | 内田博幸   | 石坂正     | （株）東京ホースレーシング |
| 第59回 | 2013年12月04日 | アクティビューティ | 牝6  | JRA  | 1:52.6          | 吉田隼人   | 柴田光陽   | （有）宮内牧場             |
| 第60回 | 2014年12月03日 | トロワボヌール     | 牝4  | JRA  | 1:53.0          | 戸崎圭太   | 畠山吉宏   | 村野康司                   |
| 第61回 | 2015年12月09日 | ディアマイダーリン | 牝3  | JRA  | 1:53.6          | 横山典弘   | 菊沢隆徳   | 窪田康志                   |
| 第62回 | 2016年12月07日 | トロワボヌール     | 牝6  | JRA  | 1:53.8          | C.ルメール | 畠山吉宏   | 村野康司                   |
| 第63回 | 2017年12月06日 | プリンシアコメータ | 牝4  | JRA  | 1:51.8          | 岩田康誠   | 矢野英一   | 芳川貴行                   |
| 第64回 | 2018年12月12日 | アイアンテーラー   | 牝4  | JRA  | 1:52.7          | 浜中俊     | 飯田雄三   | 中西浩一                   |
| 第65回 | 2019年12月11日 | クレイジーアクセル | 牝4  | 大井 | 1:53.6          | 吉原寛人   | 渡邉和雄   | 市原高一                   |
| 第66回 | 2020年12月03日 | サルサディオーネ   | 牝6  | 大井 | 1:51.4          | 矢野貴之   | 堀千亜樹   | 菅原広隆                   |
| 第67回 | 2021年12月01日 | ダイアナブライト   | 牝5  | 川崎 | 1:51.4          | 笹川翼     | 内田勝義   | （有）キャロットファーム   |
| 第68回 | 2022年11月30日 | テリオスベル       | 牝5  | JRA  | 1:54.4          | 江田照男   | 田島俊明   | 鈴木美江子                 |
| 第69回 | 2023年11月29日 | ライオットガール   | 牝3  | JRA  | 1:51.1          | 岩田望来   | 中村直也   | （有）ヒダカファーム       |
| 第70回 | 2024年02月07日 | アーテルアストレア | 牝5  | JRA  | 1:53.1          | 菱田裕二   | 橋口慎介   | フィールドレーシング       |
| 第71回 | 2025年02月11日 | オーサムリザルト   | 牝5  | JRA  | 1:52.4          | 武豊       | 池江泰寿   | （株）インゼルレーシング   |

出典：南関東4競馬場公式「クイーン賞競走優勝馬」https://www.nankankeiba.com/win_uma/26.do

## クイーン賞でクイーンの楽曲が流れた本馬場入場曲（2009年以降）
- Don't Stop Me Now（2009年〜2011年、2017年）
- We Are The Champions（2012年〜2016年）
- We Will Rock You（2018年〜2020年、2023年）
- I Was Born To Love You（2021年〜2022年）

但し、2008年以前はランダムで本馬場入場曲が決まることもあった。